# 柄鏡形竪穴建物

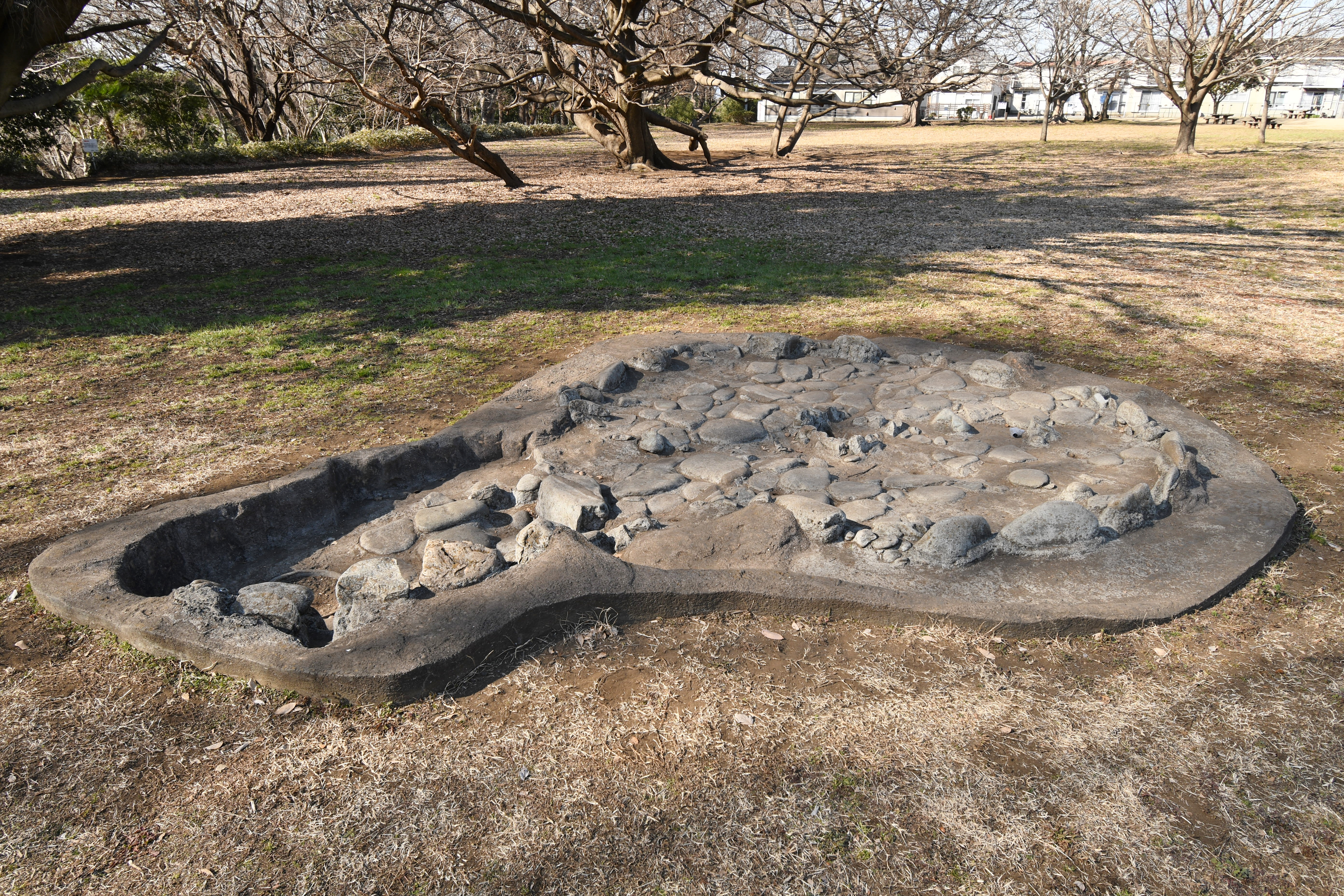
神奈川県相模原市南区勝坂遺跡（国の史跡）第30号柄鏡形敷石建物。

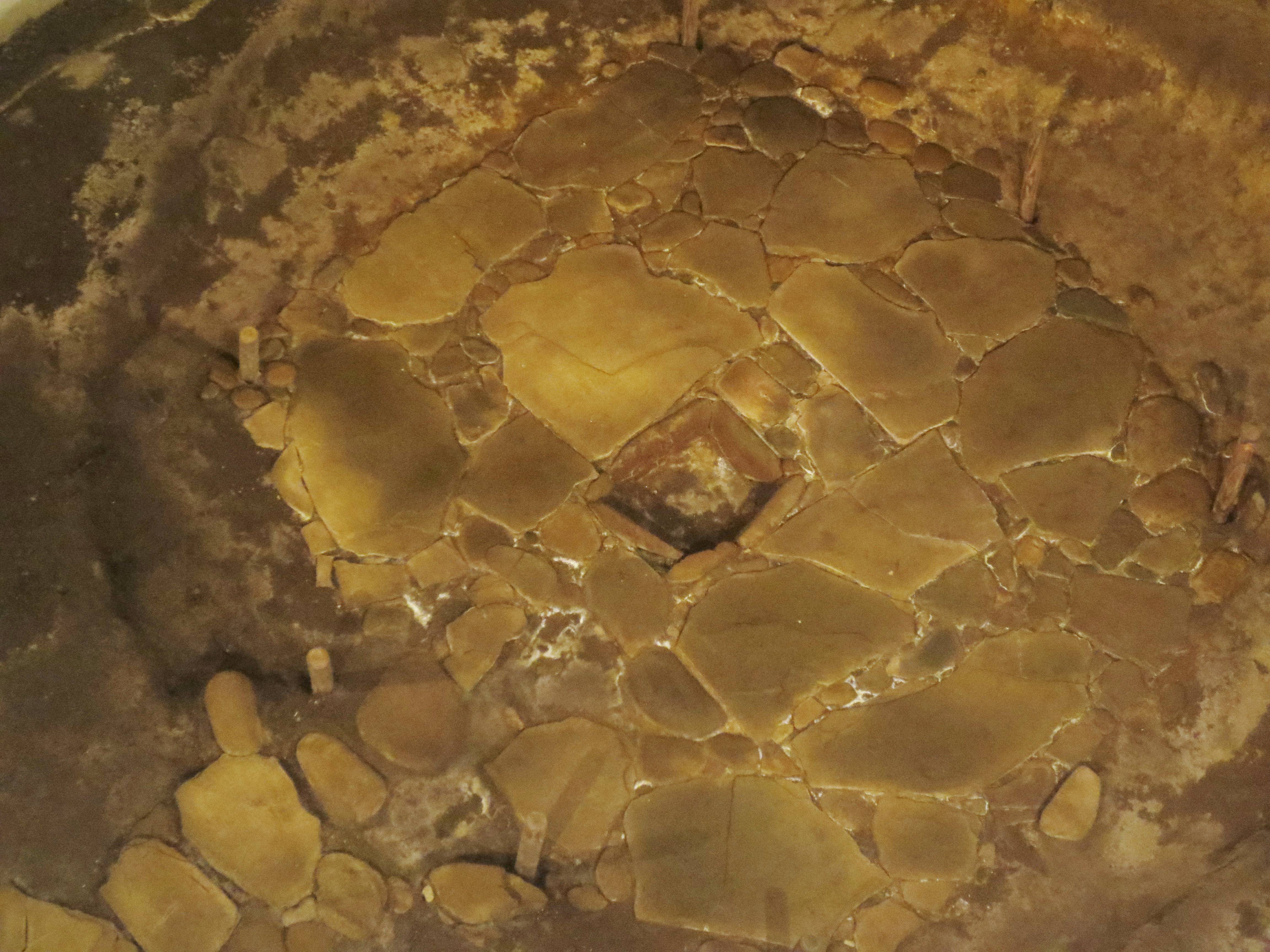
群馬県利根郡みなかみ町梨の木平敷石住居跡（群馬県指定史跡）。

柄鏡形竪穴建物（えかがみがたたてあなたてもの）は、縄文時代の竪穴建物（竪穴住居とも）の1種で、建物の出入口と見られる箇所に張り出し部を持ち、平面形が柄鏡形を呈するものを指す。扁平な川原石を床に敷き詰めた例が多く、その場合「柄鏡形敷石建物（えかがみがたしきいしたてもの）」や「柄鏡形敷石住居（えかがみがたしきいしじゅうきょ）」などとも呼ばれる。

## 概要
当遺構に対する呼称は様々で、従来は「竪穴住居」などのように「柄鏡形住居（えかがみがたじゅうきょ）」と呼ばれ、敷石を伴う場合は「敷石住居（しきいしじゅうきょ）」や「敷石遺構（しきいしいこう）」と呼ばれていた。
しかし、居住用施設とは断定できないうえ、一般的な「竪穴住居」についても、工房など居住以外の用途で使われる事例があり「住居」の語が必ずしも適切でないことが判明してきたことから、文化庁は『発掘調査のてびき』（2013年発行）で「竪穴建物」と呼称していく方針を示しており、これに伴い当遺構も「柄鏡形竪穴建物・柄鏡形敷石建物」と呼び改められた。1つの集落内に数軒しか建てられないため、通常の居住施設ではないとする意見もある。
東北地方南部（福島県）から、関東・中部地方東部にかけて分布し、縄文時代中期末に出現し、後期中頃まで存続した。
最初の発見例は、東京都町田市高ヶ坂に所在し、現在、国の史跡に指定されている高ヶ坂石器時代遺跡である。1924年（大正13年）に、地下の敷石の影響で畑のゴボウが曲がったことから発見され、翌1925年（大正14年）に後藤守一らの発掘調査で建物跡と判明した。後藤は後に平面プランの違いにより、当遺構を4タイプに分類している。

## 構造
地面を円形や楕円形、あるいは方形に掘り窪めて床面を構築し、掘立柱を立てて屋根を葺いた竪穴建物だが、竪穴の一角から外側に張り出す楕円形ないし方形の掘り窪みが存在するのが特徴で、張り出し部は出入口と推定されている。平面プランが鏡に把手（柄）を付けた柄鏡（手鏡）に似る事からこの名がある。張り出し部を含めた床一面（あるいは部分的）に径30センチメートル程の扁平な川原石を充填する事例（敷石建物）が多い。
床の中央には石を組んで構築した石囲炉（いしがこいろ）を持つが、焼けた土が充填されてよく使用された形跡を示す場合もあれば、ほとんど使われた形跡の無いものもある。炉の近くや張り出し部には土器が埋設されることがある。屋根を支える掘立柱は壁に沿って数本立てられ、敷石を伴う場合は柱穴は石の合間に造られる。

## ギャラリー

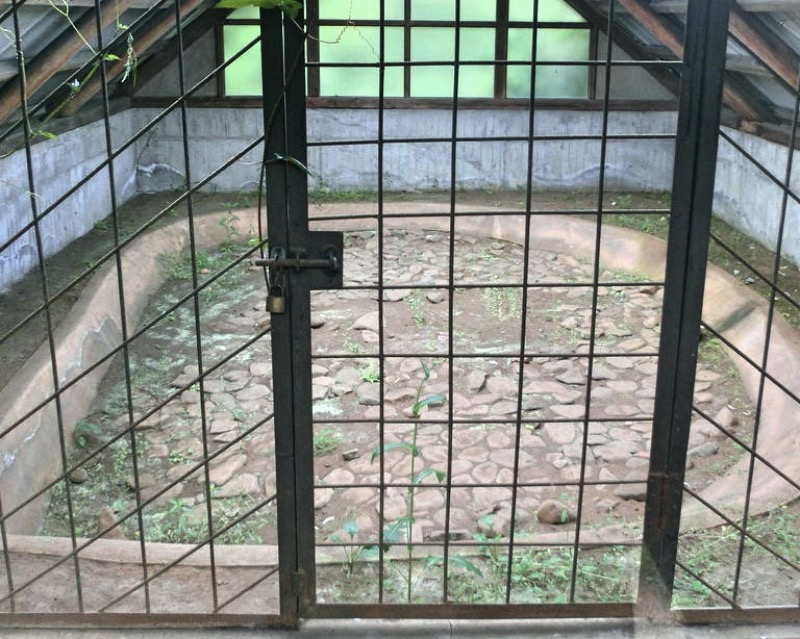
高ヶ坂石器時代遺跡の柄鏡形竪穴建物。
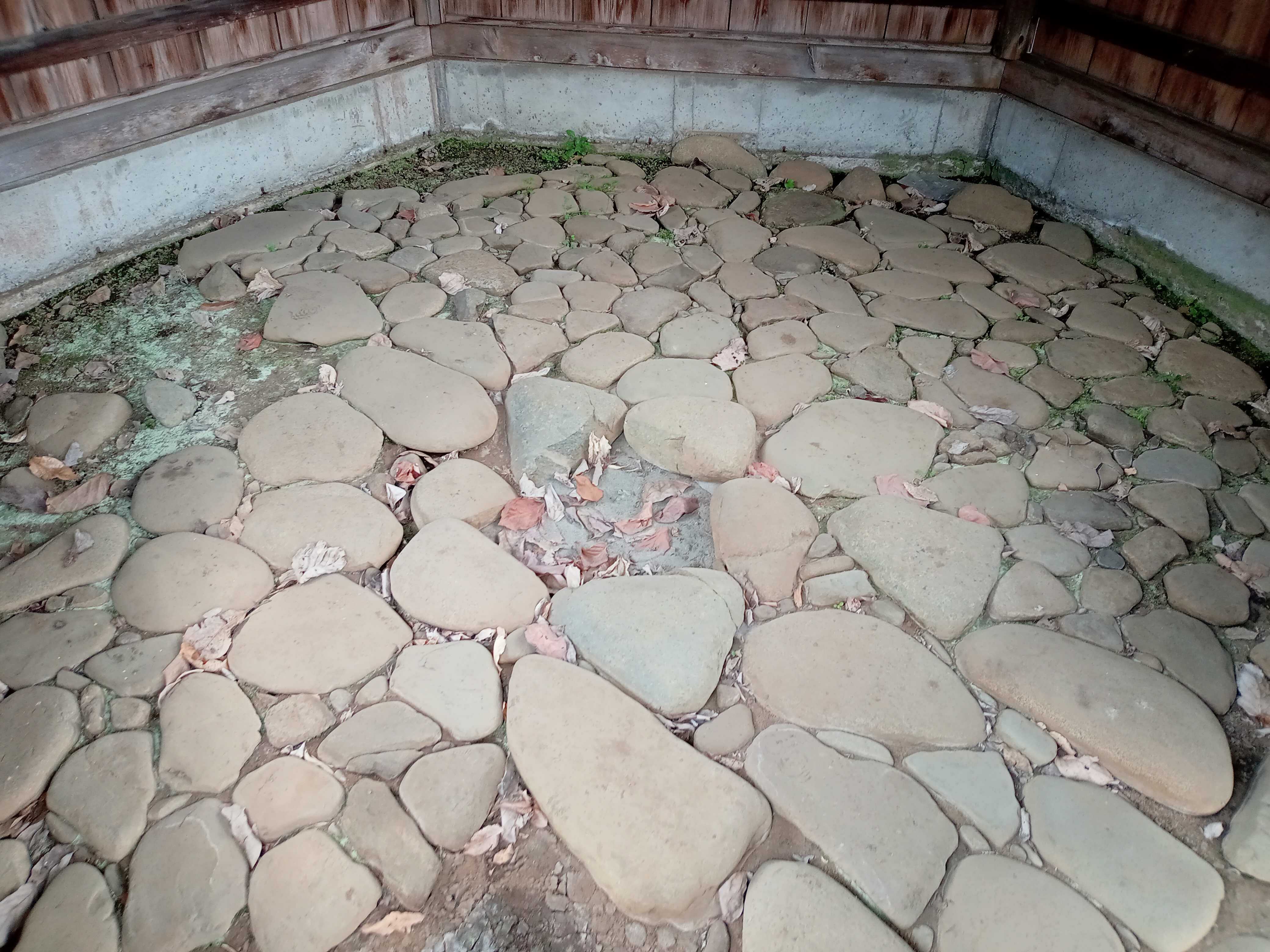
寸沢嵐石器時代遺跡の柄鏡形竪穴建物。